# 大内善一
大内善一（おおうち ぜんいち、1947年2月20日 - ）は、日本の国語教育学者。秋田大学教授・茨城大学教授を歴任。茨城大学名誉教授。退職後は茨城キリスト教大学特任教授。
学位は教育学博士。茨城大学名誉教授。

## 略 歴
1947年、茨城県生まれ。
1970年、東京学芸大学教育学部初等教員養成課程国語選修 卒業。のちに文部省内地研修員制度により東京学芸大学大学院教育学研究科修士課程国語教育専修を修了。
東京学芸大学附属大泉小学校教諭、茨城県日立市立大久保中学校教諭、茨城大学教育学部附属中学校教諭等を16年間務めたのち、1986年より秋田大学教育学部専任講師に転任、助教授、教授となり、同大学院教育学研究科研究指導を担当。
1991年から2001年まで秋田市学校教育推進委員〔教科指導員〕。1992年から1995年まで秋田県教員の資質向上委員会委員、秋田県初任者研修協議会委員。1998年から文部省「中学校学習指導要領（国語）の改善に関する調査研究」委員を務める。
2000年、茨城大学教育学部教授に転出。同年から2003年まで日本学術会議教科教育研究連絡協議会委員。2001年から2011年まで毎年、茨城県国語指導者筑波研修会にて講演を行う。2006年から2007年まで水戸市、美浦村、東海村を中心に文部省学力向上拠点形成事業講師として多くの学校にて講話を行う。
2006年から2009年まで茨城大学教育学部附属特別支援学校校長を兼任。2007年から2008年まで文部科学省「教科書の改善・充実に関する研究」専門家会議【国語】委員を務める。
2012年に茨城大学を定年退職、同年4月名誉教授。同年4月から茨城キリスト教大学特任教授及び兼任講師を8年間務めて2019年退職。
2011年、学位論文『昭和戦前期の綴り方教育にみる『形式』『内容』一元論の展開に関する研究ー田中豊太郎の綴り方教育論にみる『生活』『表現』概念の統一止揚への軌跡を軸としてー』で東京学芸大学より教育学博士の学位を取得する（論文博士）。
全国大学国語教育学会（常任理事・全国理事・編集委員長等を務める）、日本国語教育学会（全国理事）、日本言語技術教育学会（会長・常任理事）、茨城国語教育学会（会長）、表現学会（編集委員）、日本読書学会等に所属。1989年に「国語科教材分析の基礎論構築のために（Ⅰ）ー文体論の立場と方法ー」及び「同（Ⅱ）ー国語科教育への文体論の受容ー」により日本読書学会から読書科学研究奨励賞を、2003年に全国教室ディベート連盟からディベート教育功労賞を受賞する。

## 著書

### 単著
- 『戦後作文教育史研究』教育出版センター　1984年
- 『国語科教材分析の観点と方法』明治図書　1990年
- 『発想転換による一○五時間作文指導の計画化』明治図書　1991年
- 『戦後作文・生活綴り方教育論争』明治図書　1993年
- 『思考を鍛える作文授業づくり―作文授業改革への提言―』明治図書　1994年
- 『「見たこと作文」の徹底研究』学事出版　1994年
- 『作文授業づくりの到達点と課題』東京書籍　1996年
- 『「伝え合う力」を育てる双方向型作文学習の創造』明治図書　2001年
- 『国語科教育学への道』溪水社　2004年
- 『国語科授業改革への実践的提言』溪水社　2012年
- 『昭和戦前期の綴り方教育にみる「形式」「内容」一元論』溪水社  2012年
- 『国語教師・青木幹勇の形成過程』溪水社  2015年
- 『修辞的思考を陶冶する教材開発』溪水社  2018年
- 『作文授業づくり・新生面の開拓ー多様な作文ジャンルの活用と新題材の開発ー』 溪水社  2022年

### 共編著
- 『「白いぼうし」の教材研究と全授業記録』（『実践国語研究別冊』一一九号）明治図書　1992年
- 『国語教育基本論文集成』（担当巻）第８巻 『国語科表現教育論１作文教育論Ⅰ』／『第９巻 国語科表現教育論２作文教育論Ⅱ』　明治図書　1994年
- 『戦後国語教育実践記録集成［東北編］全十六巻』（担当巻）第１巻 『総論 秋田県国語教育実践史』／第８巻 『文章表現の指導１』／第９巻 『文章表現の指導２』／第10巻 『文章表現の指導３』明治図書　1995年
- 『書き足し・書き替え作文の授業づくり』（『実践国語研究別冊』一五六号）明治図書　1996年
- 『新しい作文授業・コピー作文がおもしろい』明治図書　1997年
- 『コピー作文の授業づくり―新題材38の開発―』明治図書　1997年
- 『言語論理教育の探究 （分担）論理的な文章の書き方を指導するための作文教材の開発』東京書籍　2000年
- 『国語科教育学研究の成果と展望』（分担）「Ⅲ　書くことの学習指導研究の成果と展望／序　書くこと（作文）の教育研究史の概観と本章の課題」　明治図書　2002年
- 『国語科メディア教育への挑戦（第四巻）』明治図書　2003年
- 『中学校国語科教育ＣＤ-ＲＯＭ授業実践資料集（第三巻）』二チブン　2004年
- 『論理的思考力を鍛える国語科授業方略［小学校編］（分担）「「批評文」の指導で説得力を育む」溪水社　2012年
- 『論理的思考力を鍛える国語科授業方略［中学校編］（分担）「「批評文」の指導で説得力を育む」溪水社　2012年
- 『国語科教育学研究の成果と展望』Ⅱ／Ⅲ　書くこと（作文）の学習指導に関する研究の成果と展望／序　書くこと（作文）の教育に関する研究の概観と展望　学芸図書　2013年
- 『文章の内容・形式を一体的に読み取る国語科授業の創造［小学校編］』「《提言》文章の内容・形式を一体的に読み取る授業―第二学年「ビーバーの大工事」」（中川志郎）溪水社　2013年
- 『文章の内容・形式を一体的に読み取る国語科授業の創造［中学校編］』／「《提言》文章の内容・形式を一体的に読み取る授業―第三学年「故郷」（魯迅　竹内好・訳）」溪水社 2013年
- 『実践的指導力を育む大学の教職課程』溪水社　2015年